# Blondi
Blondi var Adolf Hitlers schæferhund. Hunden var en gave fra Martin Bormann, men døde da Hitler afprøvede giften i den type piller han senere selv brugte til at begå selvmord. [kilde mangler]
| Hund | Spire Denne hunderelaterede artikel er en spire som bør udbygges. Du er velkommen til at hjælpe Wikipedia ved at udvide den. |